# كارلتون دبليو. فولفورد جونيور
كارلتون دبليو. فولفورد جونيور (بالإنجليزية: Carlton W. Fulford, Jr.)‏ هو ضابط فيتنامي وأمريكي، ولد في 11 مايو 1944.